# El Avenir
El Avenir (en Ladino, El Futuro o El Porvenir) era un periódico en idioma judeoespañol publicado en Salónica, Imperio Otomano (hoy Grecia) a principios del siglo XX. El periódico circuló desde 1900 hasta el año 1918, con artículos relacionados con la vida de la comunidad judía de Salónica, el desarrollo económico del Imperio Otomano y la literatura judía, todos bajo un enfoque sionista. Circulaba dos veces por semana, Luego de las Guerras de los Balcanes en 1913, pasó a llamarse Nuevo El Avenir.